# Basketbol'nyj klub Krasnyj Oktjabr' Volgograd
Il Basketbol'nyj klub Krasnyj Oktjabr' Volgograd (in russo Баскетбольный клуб Красный Октябрь Волгоград?) è stata una società cestistica avente sede nella città di Volgograd, in Russia.

## Storia
La squadra è stata fondata nel 2012 da Dmitrij Gerasimenko, direttore esecutivo dell'omonima società Volgogradskij Metallurgičeskij Kombinat "Krasnyj Oktjabr'". Nella prima stagione, raggiunge l'undicesima posizione nella Superliga A 2012-2013, il secondo livello del campionato russo di pallacanestro.
L'anno successivo ha ottenuto una wild card per la VTB United League.
Il 30 agosto 2016, dopo tre stagioni in VTB League, il club ha comunicato che non avrebbe più partecipato al campionato, poiché il proprio palazzetto non è stato autorizzato a ospitare partite. L'attività del club è quindi di fatto cessata.

## Cestisti
- Viktor Zvarykin 2013